# Laslades
Laslades é uma comuna francesa na região administrativa de Occitânia, no departamento dos Altos Pirenéus. Estende-se por uma área de 5,26 km². Em 2010 a comuna tinha 338 habitantes (densidade: 64,3 hab./km²).